# Karl-Heinz Radschinsky
Karl-Heinz Radschinsky (Neumarkt in der Oberpfalz, 23 luglio 1953) è un ex sollevatore tedesco occidentale, campione olimpico, che ha gareggiato nelle categorie dei pesi leggeri (fino a 67,5 kg) e dei pesi medi (fino a 75 kg).

## Carriera
Nel 1980 Radschinsky vinse la medaglia di bronzo nei pesi leggeri ai Campionati europei di Belgrado con 312,5 kg.
Quattro anni dopo partecipò alle Olimpiadi di Los Angeles 1984 nella categoria dei pesi medi, dove, anche grazie all'assenza di molti atleti dell'Est europeo a causa del boicottaggio di quell'edizione dei Giochi Olimpici da parte dei loro Paesi, riuscì a conquistare la medaglia d'oro con 340 kg nel totale.
Quella competizione olimpica era valida anche come Campionato mondiale.
Nel 1986 Radschinsky fu condannato a 18 mesi di libertà vigilata e ad un'ammenda di 35 000 marchi per traffico illegale di steroidi anabolizzanti.